# Shank
Shank je britský hraný film z roku 2009, který režíroval Simon Pearce. Film popisuje život příslušníka pouličního gangu, který je gay. Snímek měl světovou premiéru na Melbourne Queer Film Festivalu dne 20. března 2009.

## Děj
Cal bydlí v Bristolu. Je mu 18 let a jako člen gangu se jeho život točí kolem drog, sexu a pouličního násilí. Zároveň před ostatními tají svou homosexualitu. Přesto nedokáže zapomenout, že ho přitahuje jeho nejlepší kamarád Jonno. Dalším členem bandy je Nessa, která je de facto jejím vůdcem, a která je plná nenávisti od té doby, ve svých 14 letech přišla o své dítě. Manipuluje Jonnem ve snaze rozbít jeho přátelství s Calem. Trojice jednoho dne napadne francouzského studenta Oliviera. Cal zasáhne, aby uklidnil Jonna a Nessu a umožní tak Olivierovi, aby utekl. Následně se s ním setká a jde s ním domů. Olivier mu dovolí zůstat několik dní, než pomine Nessin hněv. Tím začne vztah mezi Calem a Oliviera. Oliviera však varuje Scott, který je jeho učitelem ve škole a pro jistotu mu dá své telefonní číslo. Nessa se rozhodne najít Cala, aby se pomstila. S pomocí Jonna a zbytku gangu unese Oliviera a oznámí to Calovi. Ten přijde, aby ho zachránil a postavil se Nesse. I on byl raněn ztrátou dítěte, jehož byl otcem. Díky Scottově zásahu se Olivierovi ani Calovi nic nestane. Oba posléze opouštějí Bristol.

## Obsazení
| Wayne Virgo      | Cal     |
| Marc Laurent     | Olivier |
| Alice Payne      | Nessa   |
| Tom Bott         | Jonno   |
| Garry Summers    | Scott   |
| Bernie Hodges    | Will    |
| Christian Martin | David   |
| Louise Fearnside | Dayna   |
| Lewis Alexander  | Souljah |

## Ocenění
- International Gay & Lesbian Film Festival v Barceloně: cena publika
- Gay and Lesbian Film Festival: cena Emerging Talent